# مجموعة مانور
مجموعة مانور  هي سلسلة متاجر تجارية سويسرية تأسست سنة 1902، متخصصة في تجارة التجزئة.

## أصل التسمية
مانور هي الحروف الأولى للأخوين ماوس و نوردمان.